# Albert Ferrando i Jornet
Albert Ferrando i Jornet (Amposta, 27 de febrer de 1943 - Amposta, 27 de juliol de 2016) fou un futbolista català de la dècada de 1960.

## Trajectòria
Es formà al CF Amposta, club amb el qual jugà a tercera divisió. Ingressà al RCD Espanyol la temporada 1963-64, amb el qual debutà a primera divisió, disputant 6 partits de lliga. Fou cedit al CE L'Hospitalet i la UE Lleida, ambdós a segona divisió. El 1967 fou traspassat al Granada CF, on jugà tres temporades i tornà a primera divisió. També jugà amb l'UP Langreo a segona i el CD Tortosa.